# WxPython
wxPython je multiplatformní obal k wxWidgets, který zpřístupňuje příslušné aplikační programové rozhraní programům psaným v jazyce Python. Umožňuje psaní pythonovských aplikací s grafickým uživatelským rozhraním. Jde o alternativu k standardně dodávanému modulu Tkinter.